# Гомес-Фариас (муниципалитет Тамаулипаса)
Гомес-Фариас (исп. Gómez Farías) — муниципалитет в Мексике, штат Тамаулипас с административным центром в посёлке Лома-Альта-де-Гомес-Фариас. Численность населения, по данным переписи 2010 года, составила 8786 человек.

## Общие сведения
Название Gómez Farías дано в честь президента Мексики — Валентина Гомеса Фариаса.
Площадь муниципалитета равна 730 км², что составляет 0,91 % от общей площади штата, а наивысшая точка — 1632 метра, расположена в поселении Эмилио-Портес-Хиль.
Гомес-Фарьяс граничит с другими муниципалитетами штата Тамаулипас: на севере с Хаумаве и Льерой, на востоке с Хикотенкатлем, на юге с Эль-Манте, и на юго-западе с Окампо.

## Учреждение и состав
Муниципалитет был образован в 1870 году, в его состав входит 129 населённых пунктов, самые крупные из которых:
| Код INEGI | Населённый пункт                                                                            | Численность населения (2005 год) | Численность населения (2010 год) |
| --------- | ------------------------------------------------------------------------------------------- | -------------------------------- | -------------------------------- |
| 011       | Всего                                                                                       | 8464                             | 8786                             |
| 0001      | Лома-Альта-де-Гомес-Фариас (исп. Loma Alta de Gómez Farías) 22°53′13″ с. ш. 99°01′33″ з. д. | 1989                             | 2137                             |
| 0036      | Гомес-Фарьяс (исп. Gómez Farías) 23°02′46″ с. ш. 99°09′15″ з. д.                            | 891                              | 883                              |
| 0124      | Сейссьентос-Уно (исп. Seiscientos Uno) 22°58′03″ с. ш. 99°03′10″ з. д.                      | 435                              | 416                              |
| 0040      | Гуадалупе-Виктория (исп. Guadalupe Victoria) 22°50′46″ с. ш. 99°03′41″ з. д.                | 326                              | 361                              |
| 0069      | Эль-Охо-де-Агуа (исп. El Ojo de Agua) 23°02′09″ с. ш. 99°07′33″ з. д.                       | 295                              | 318                              |
| 0116      | Сан-Педрито (исп. San Pedrito) 22°59′41″ с. ш. 99°08′06″ з. д.                              | 236                              | 284                              |
| 0013      | Бенито-Хуарес (Ла-Рибера) (исп. Benito Juárez (La Ribera)) 22°50′40″ с. ш. 99°01′34″ з. д.  | 273                              | 273                              |
| 0076      | План-де-Гуадалупе (исп. Plan de Guadalupe) 22°57′36″ с. ш. 99°07′11″ з. д.                  | 274                              | 264                              |
| 0012      | Эль-Астека (исп. El Azteca) 23°06′51″ с. ш. 99°08′41″ з. д.                                 | 279                              | 256                              |
| 0094      | Рьячуэло (исп. Riachuelo) 22°51′46″ с. ш. 99°06′46″ з. д.                                   | 263                              | 248                              |

## Экономика
По статистическим данным 2000 года, работоспособное население занято по секторам экономики в следующих пропорциях: сельское хозяйство, скотоводство и рыбная ловля — 62 %, промышленность и строительство — 11,6 %, сфера обслуживания и туризма — 24,9 %, прочее — 1,5 %.

## Инфраструктура
По статистическим данным 2010 года, инфраструктура развита следующим образом:
- электрификация: 96,6 %;
- водоснабжение: 92,5 %;
- водоотведение: 44 %.